# Гільям (Міссурі)
Гільям (англ. Gilliam) — селище (англ. village) в США, в окрузі Салін штату Міссурі. Населення — 175 осіб (2020).

## Географія
Гільям розташований за координатами 39°13′58″ пн. ш. 93°0′15″ зх. д. / 39.23278° пн. ш. 93.00417° зх. д. (39.232738, -93.004127).  За даними Бюро перепису населення США в 2010 році селище мало площу 0,64 км², уся площа — суходіл.

## Демографія
Згідно з переписом 2010 року, у місті мешкало 197 осіб у 87 домогосподарствах у складі 46 родин. Густота населення становила 306 осіб/км².  Було 101 помешкання (157/км²).
Расовий склад населення:
| - 95,9 % — білих - 3,0 % — чорних або афроамериканців - 0,5 % — корінних американців |

До двох чи більше рас належало 0,5 %. Частка іспаномовних становила 0,5 % від усіх жителів.
За віковим діапазоном населення розподілялося таким чином: 26,4 % — особи молодші 18 років, 62,9 % — особи у віці 18—64 років, 10,7 % — особи у віці 65 років та старші. Медіана віку мешканця становила 34,3 року. На 100 осіб жіночої статі у місті припадало 121,3 чоловіків;  на 100 жінок у віці від 18 років та старших — 116,4 чоловіків також старших 18 років.
Середній дохід на одне домашнє господарство  становив 44 208 доларів США (медіана — 36 250), а середній дохід на одну сім'ю — 51 176 доларів (медіана — 41 250). За межею бідності перебувало 15,4 % осіб, у тому числі 17,9 % дітей у віці до 18 років та 2,9 % осіб у віці 65 років та старших.
Цивільне працевлаштоване населення становило 96 осіб. Основні галузі зайнятості: виробництво — 21,9 %, освіта, охорона здоров'я та соціальна допомога — 18,8 %, роздрібна торгівля — 12,5 %, сільське господарство, лісництво, риболовля — 11,5 %.